# Alice the Jail Bird
Alice the Jail Bird é um curta-metragem de animação estadunidense de 1925, lançado como parte da série Alice Comedies.